# Drin (Fojnica, BiH)
Drin su bivše samostalno naselje s područja današnje općine Fojnica, Federacija BiH, BiH. Nalazi se između Šavnika, Ormana i Podcitonje, istočno od sutoke rijeka Dragače i Gvozdanke u Fojničku rijeku.

## Povijest
Za vrijeme socijalističke BiH ovo je naselje pripojeno naselju Šavnik.